# Gewone franjezwam
De gewone franjezwam (Thelephora terrestris) is een paddenstoel uit de familie Thelephoraceae. Kenmerkend zijn de kleine, bruine rozetten en het zachtviltige oppervlak.

## Habitat
De gewone franjezwam kan gevonden worden op de bodem in naaldbossen op zandgrond. Daarnaast komt ze voor op heidevelden. In de herfst is de soort een algemene verschijning.

## Eigenschappen
Het vruchtlichaam heeft een doorsnede van 2-6 cm en heeft onregelmatige, kleine rozetten die tegen de grond gedrukt of iets opgericht zijn. Het oppervlak is glad. Het vruchtlichaam is donker chocoladebruin met een zacht, sponzig, viltig oppervlak. Aan de rand sterk bleker of wittig. De onderzijde is korrelig ruw en chocoladebruin. De geur is onopvallend en de sporenkleur is bruin.

## Verspreiding
In Nederland komt de gewone franjezwam zeer algemeen voor.

## Foto's

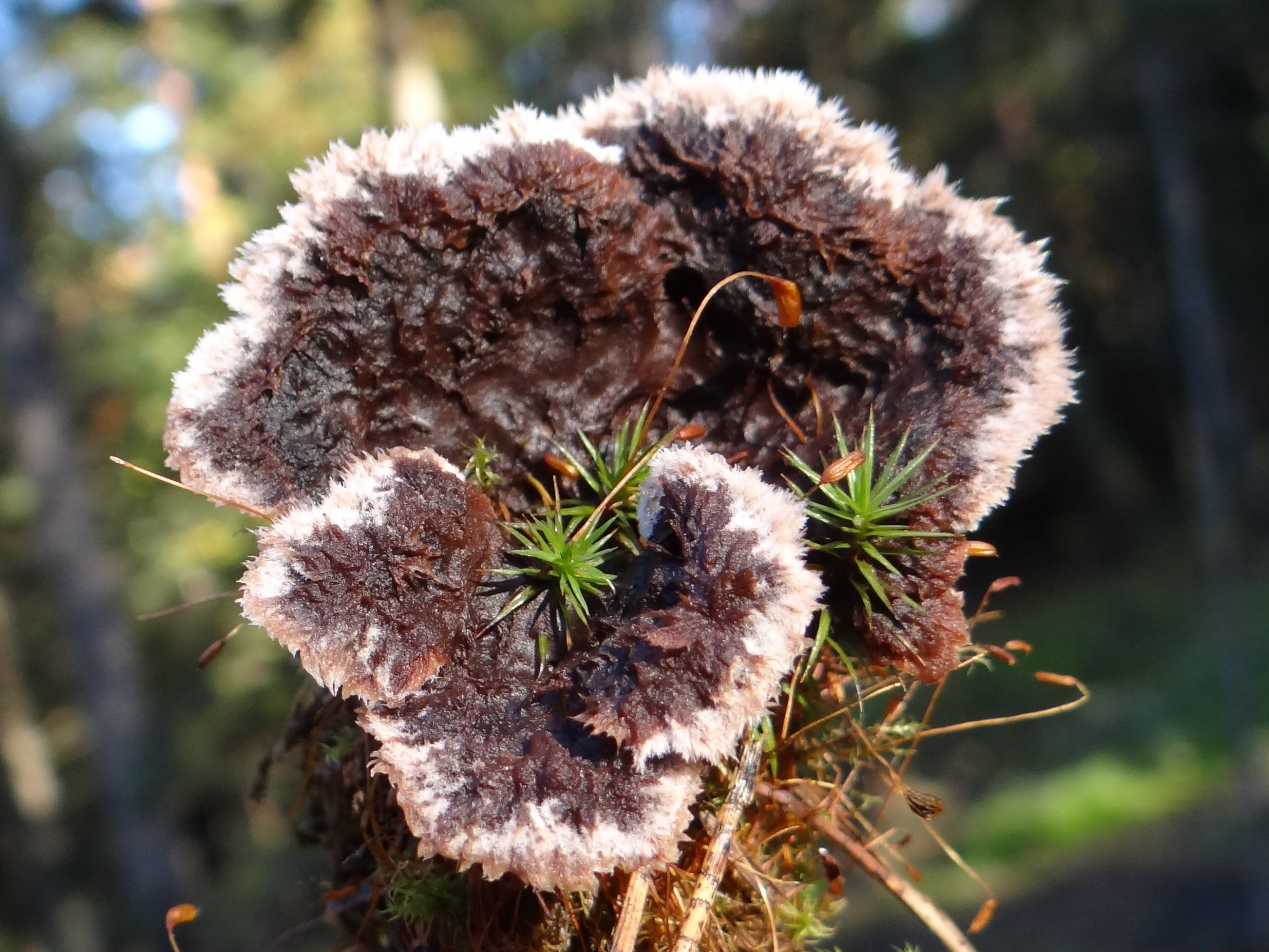
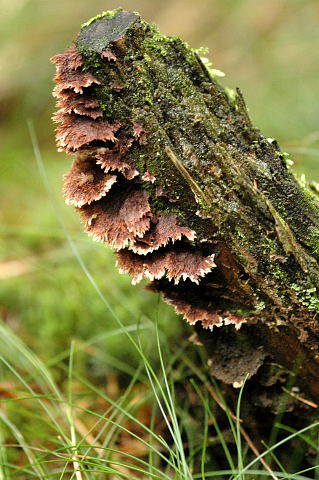